# NGC 731
NGC 731 (również NGC 757 lub PGC 7118) – galaktyka eliptyczna (E), znajdująca się w gwiazdozbiorze Wieloryba.
Odkrył ją William Herschel 10 stycznia 1785 roku. W 1886 roku obserwował ją Ormond Stone, lecz niedokładnie określił jej pozycję i w rezultacie uznał, że odkrył nowy obiekt. John Dreyer w swoim New General Catalogue skatalogował obserwację Herschela jako NGC 731, a Stone’a jako NGC 757.